# Radio Fan (Knurów)
Radio Fan – polska regionalna rozgłośnia radiowa nadająca na częstotliwości 88,1 MHz między 3 stycznia 1997 roku a 13 lutego 2009 roku.
Jej siedziba mieściła się w Knurowie w budynku przy ulicy Ogana 5.
Początkowo koncesjonariuszem rozgłośni była Gmina Knurów. We wrześniu 2006 roku Urząd Miasta w Knurowie ogłosił przetarg na zakup 49% udziałów w Radiu Fan. Wygrała go spółka Multimedia. Spółka zobowiązała się do niezmieniania nazwy stacji przez rok. W lutym 2008, Multimedia wygrała rokowania o nabycie 51% udziałów w spółce Media Lokalne. Od grudnia 2008 roku 100% udziałów w spółce Media Lokalne (nadawcy i koncesjonariuszu Radia Fan) posiada spółka Multimedia.
2 grudnia 2006 roku, wieczorem, ze słuchaczami, w imieniu całej załogi, pożegnał się szef muzyczny rozgłośni, Jarek Miksiewicz. 3 grudnia to samo uczynił prowadzący śląskie pasmo Marek Malarz, a 4 grudnia, prowadzący popołudnia Krzysztof Karwot.
Współpracownicy, którzy nie zdążyli pożegnać się na antenie, umieścili na stronie internetowej następujący tekst: 
"Z przykrością i głębokim żalem informujemy, że po długoletniej i ciężkiej walce o moralność, wolność i prawdę przyszedł czas pożegnać RADIO FAN – lokalne radio Śląska! Pogrążeni w żalu – dziękujemy wszystkim słuchaczom za długoletnie zaufanie i lojalność! Za wszystkie wspaniałe chwile spędzone wspólnie na 88,1 FM. Do usłyszenia! Współpracownicy RADIA FAN"
Od 5 grudnia 2006, Radio Fan zaczęło nadawanie audycji pod hasłem „Przełącz się na Maxxxa”. Nadaje program zbliżony do RMF MAXXX pod własną marką. Radio kształtuje swój  wizerunek nowoczesnej, aktywnej i modnej rozgłośni.
13 stycznia 2009 KRRiT zezwoliła na zmianę nazwy Radia Fan na RMF MAXXX Śląsk. 14 stycznia 2009 roku po południu, wystartowała emisja testowa radia z nowego nadajnika zlokalizowanego na kominie Elektrociepłowni Zabrze. Stacja została włączona do sieci RMF MAXXX.